# Dives warczewiczi
Dives warczewiczi é uma espécie de ave da família Icteridae.
Pode ser encontrada nos seguintes países: Equador e Peru.
Os seus habitats naturais são: florestas subtropicais ou tropicais húmidas de baixa altitude e florestas secundárias altamente degradadas.